# Paraves
Paraves – klad obejmujący Avialae (w tym ptaki) oraz Deinonychosauria (dromeozaury i troodony). Łacińska nazwa kladu oznacza para-ptaki. Wprowadził ją Paul Sereno w 1997, a rok później zaliczył do tego kladu wszystkie Maniraptora bliższe Neornithes (obejmujących wszystkie żyjące dziś ptaki) niż owiraptorowi.
Przodek Paraves jest na razie nieznany i są różne przypuszczenia na temat jego wyglądu i pokrewieństwa. Xu et al. (2003) sugerowali, że było to zwierzę nadrzewne i mające zdolność do szybowania z drzew na ziemię. Z drugiej strony Turner et al. (2007) wyrazili przypuszczenie, że przodkowie Paraves nie mieli zdolności do szybowania, a tym bardziej do lotu i że były to małe zwierzęta (około 65 cm długości i 600–700 gramów masy). Znane są afrykańskie tropy z środkowej jury przypisane do teropodów z grupy Paraves.